# Tanjung Barani
Tanjung Barani is een bestuurslaag in het regentschap Padang Lawas van de provincie Noord-Sumatra, Indonesië. Tanjung Barani telt 232 inwoners (volkstelling 2010).